# Зајмократија
Зајмократија (грч. Χρεοκρατία hreokratía) је грчки документарни филм из 2011. године Катерине Китиди и Ариса Хатзистефаноуа. Документарац се бави двема кључним тачкама: узроцима грчке економске кризе у 2010. години и могућим будућим решењима кризе.
Документарац се дистрибуира под Кријејтив комонс лиценцом од 6. априла 2011, а продукција је изјавила да нема интерес за економском експлоатацијом филма. Доступан је на грчком и енглеском језику. Продуценти тврде да је за 5 дана од његове премијере филм видело пола милион људи.